# U-1193
Unterseeboot 1193 foi um submarino alemão do Tipo VIIC, pertencente a Kriegsmarine que atuou durante a Segunda Guerra Mundial.

## Comandantes
| Comandante         | Data                                     |
| ------------------ | ---------------------------------------- |
| Oblt. Joachim Guse | 7 de outubro de 1943 - 5 de maio de 1945 |

## Subordinação
Durante o seu tempo de serviço, esteve subordinado às seguintes flotilhas:
| Período                                       | Flotilha                                  |
| --------------------------------------------- | ----------------------------------------- |
| 7 de outubro de 1943 - 1 de junho de 1944     | 14. Unterseebootsflottille (treinamento)  |
| 1 de junho de 1944 - 1 de agosto de 1944      | 8. Unterseebootsflottille (serviço ativo) |
| 1 de agosto de 1944 - 28 de fevereiro de 1945 | 14. Unterseebootsflottille (treinamento)  |
| 1 de março de 1945 - 5 de maio de 1945        | 31. Unterseebootsflottille (treinamento)  |